# Služetín (Teplá)
Služetín (německy Lusading) je malá vesnice, část města Teplá v okrese Cheb v Karlovarském kraji. Nachází se asi 4,5 kilometru západně od Teplé. Služetín leží v katastrálním území Služetín u Poutnova o rozloze 4,38 km².

## Historie
První písemná zmínka o vesnici pochází z roku 1273, kdy papež Řehoř X. potvrdil její držení premonstrátům kláštera Teplá. Služetín tvořil společnou politickou obec s Horním Kramolínem. Děti z Horního Kramolína chodily do školy ve Služetíně. K obci patřil také starý Podhorní mlýn a Podhorní hájovna, postavená roku 1845. Farností a poštou patřil k městu Teplá. Po druhé světové válce a odsunu německého obyvatelstva došlo jen k částečnému dosídlení, zanikla však řada původních selských dvorů.

## Přírodní poměry
Vesnice se nachází v Tepelské vrchovině při jihovýchodním okraji CHKO Slavkovský les. 
Na katastru Služetína u bývalého Podhorního mlýna vyvěrá v nivě Teplé minerální pramen Podhorní kyselka, popisovaný Bohuslavem Balbínem již v roce 1679. Je zachycený dřevěným vydlabaným kmenem, samotný mlýn je dávno v ruinách.
Dalším minerálním pramenem u Služetína, ovšem už na sousedním katastru Hoštěc, je pramen označovaný jako Služetínská kyselka, dříve jako Thürmerova studánka.

## Obyvatelstvo
Při sčítání lidu v roce 1921 zde žilo 160 obyvatel, všichni německé národnosti. Všichni obyvatelé se hlásili k římskokatolické církvi.
Při sčítání lidu v roce 1930 zde žilo 145 obyvatel, z nichž bylo 144 Němců a jeden cizinec. Všichni se hlásili k římskokatolické církvi.
| Rok                                                                           | 1869 | 1880 | 1890 | 1900 | 1910 | 1921 | 1930 | 1950 | 1961 | 1970 | 1980 | 1991 | 2001 | 2011 | 2021 |
| ----------------------------------------------------------------------------- | ---- | ---- | ---- | ---- | ---- | ---- | ---- | ---- | ---- | ---- | ---- | ---- | ---- | ---- | ---- |
| Počet obyvatel                                                                | 177  | 197  | 177  | 182  | 186  | 160  | 145  | 52   | 31   | 46   | 41   | 29   | 45   | 69   | 59   |
| Počet domů                                                                    | 30   | 31   | 31   | 31   | 29   | 29   | 29   | 27   | 29   | 4    | 4    | 3    | 7    | 8    | 9    |
| V počtů domů v roce 1961 jsou zahrnuty počtu domů v Horním Kramolíně a Hošťci |      |      |      |      |      |      |      |      |      |      |      |      |      |      |      |

## Obecní správa
Při sčítání lidu v letech 1850–1960 Služetín byl samostatnou obcí, se kterým patřil nejprve do okresu Teplá, ale v roce 1950 v okrese Mariánské Lázně. V letech 1961–1975 byl částí obce Poutnov v okrese Karlovy Vary. Od 1. července 1975 je částí města Teplá v okrese Karlovy Vary, ale od 1. ledna 2007 v okrese Cheb.

## Další fotografie

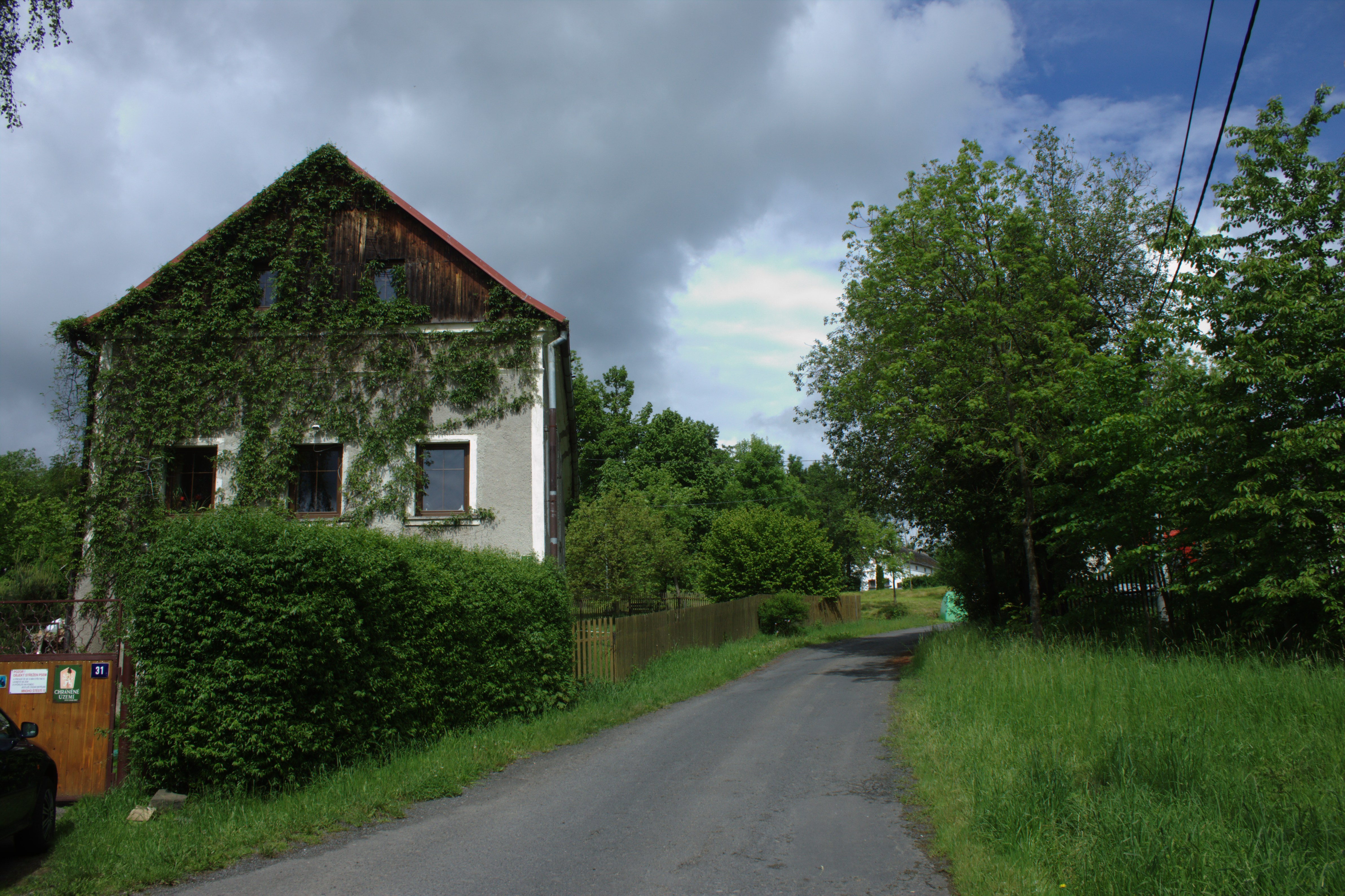
Dům čp. 31
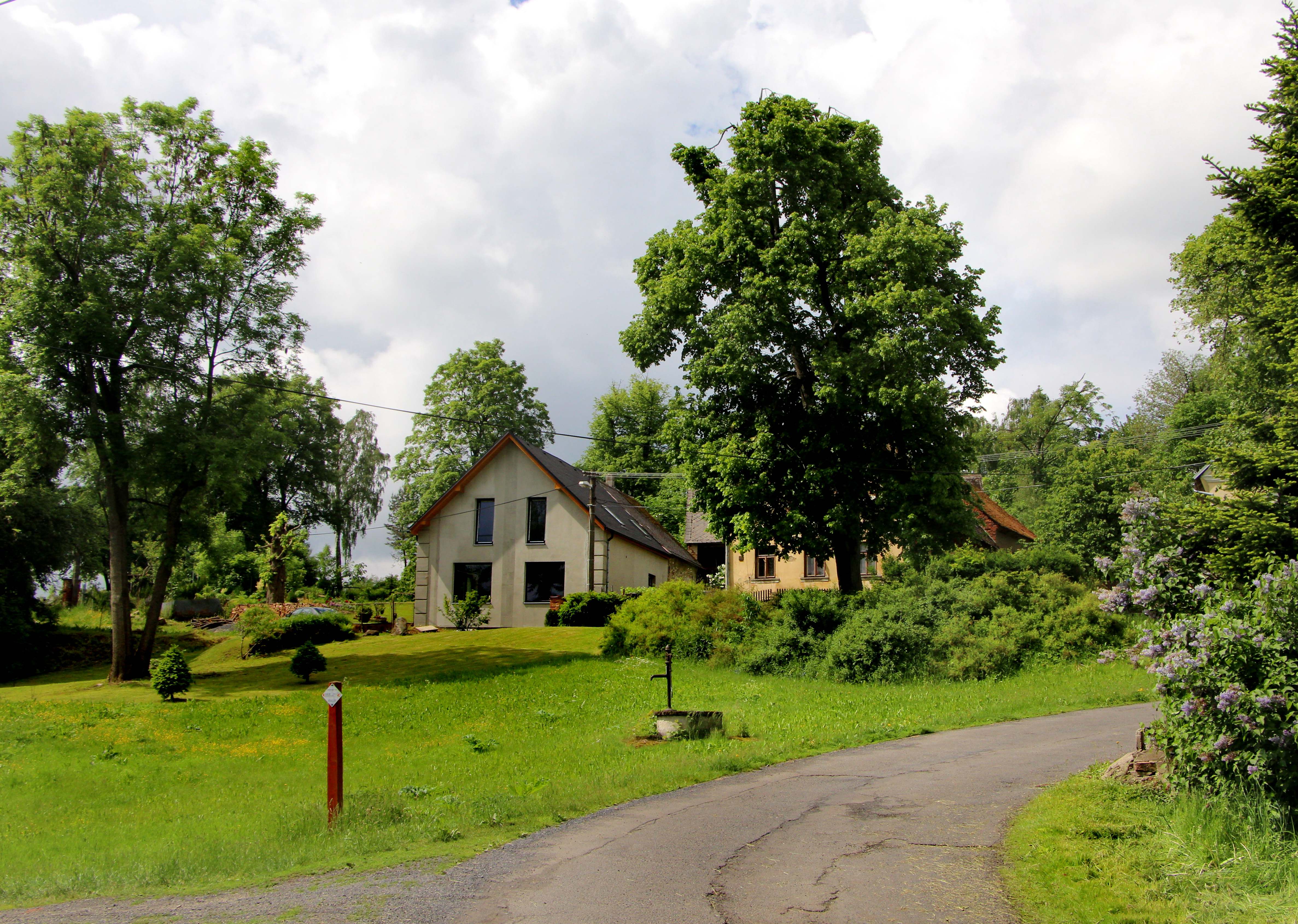
Domy na návsi
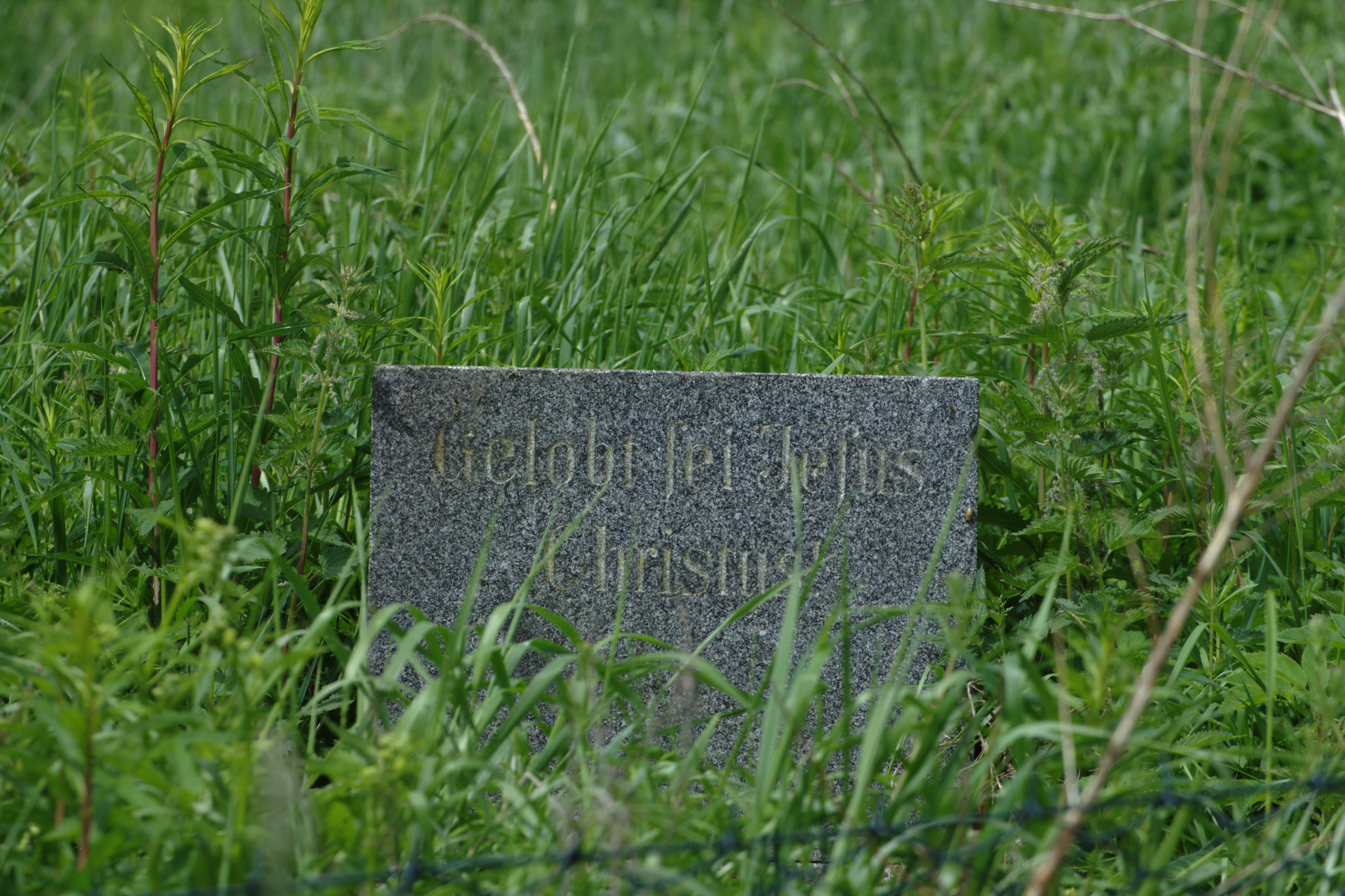
Zbytky pomníčku v trávě
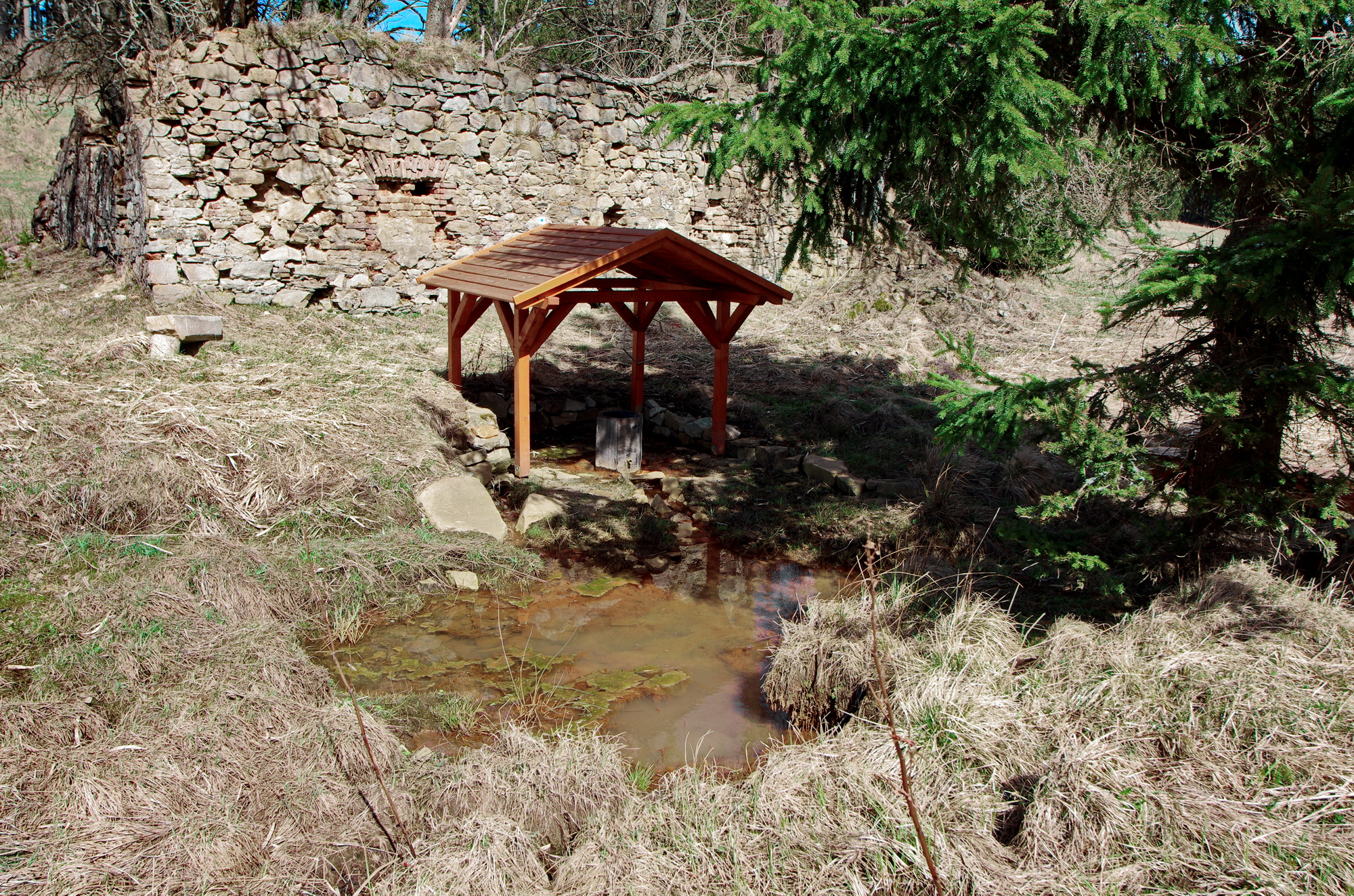
Podhorní kyselka